# Linothele melloleitaoi
Linothele melloleitaoi är en spindelart som först beskrevs av Brignoli 1983.  Linothele melloleitaoi ingår i släktet Linothele och familjen Dipluridae.
Artens utbredningsområde är Colombia. Inga underarter finns listade i Catalogue of Life.